# Kanava

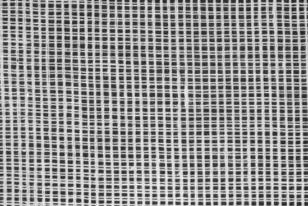
Kanava z roku 1920 ze skané příze, bělená a vyztužená, 117 g/m²

Kanava je průsvitná tkanina v plátnové nebo perlinkové vazbě z jednoduché nebo skané příze z bavlny nebo lnu. Tkanina je většinou tuhá, upravená silnou apreturou.
Použití: z velké části jako podklad pro ruční vyšívání.
Podle jiných definicí je kanava hustě tkaná, pevná textilie používaná na trvanlivé oděvy, malířská plátna, stany, plachty, výztuž kompozitů aj.

## Z historie kanavy
Označení kanava se začalo používat asi ve 14. století, slovo je odvozené ze starofrancouzského canevaz, které pochází z řečtiny (kannabis = konopí). Kanava se původně tkala z konopné příze a ve středověku se používala skoro výlučně na námořní plachty.  Teprve později se začala kanava používat také pro jiné účely. Např. první džíny od Levi Strausse měly být vyrobeny z konopné kanavy.

## Galerie kanavy

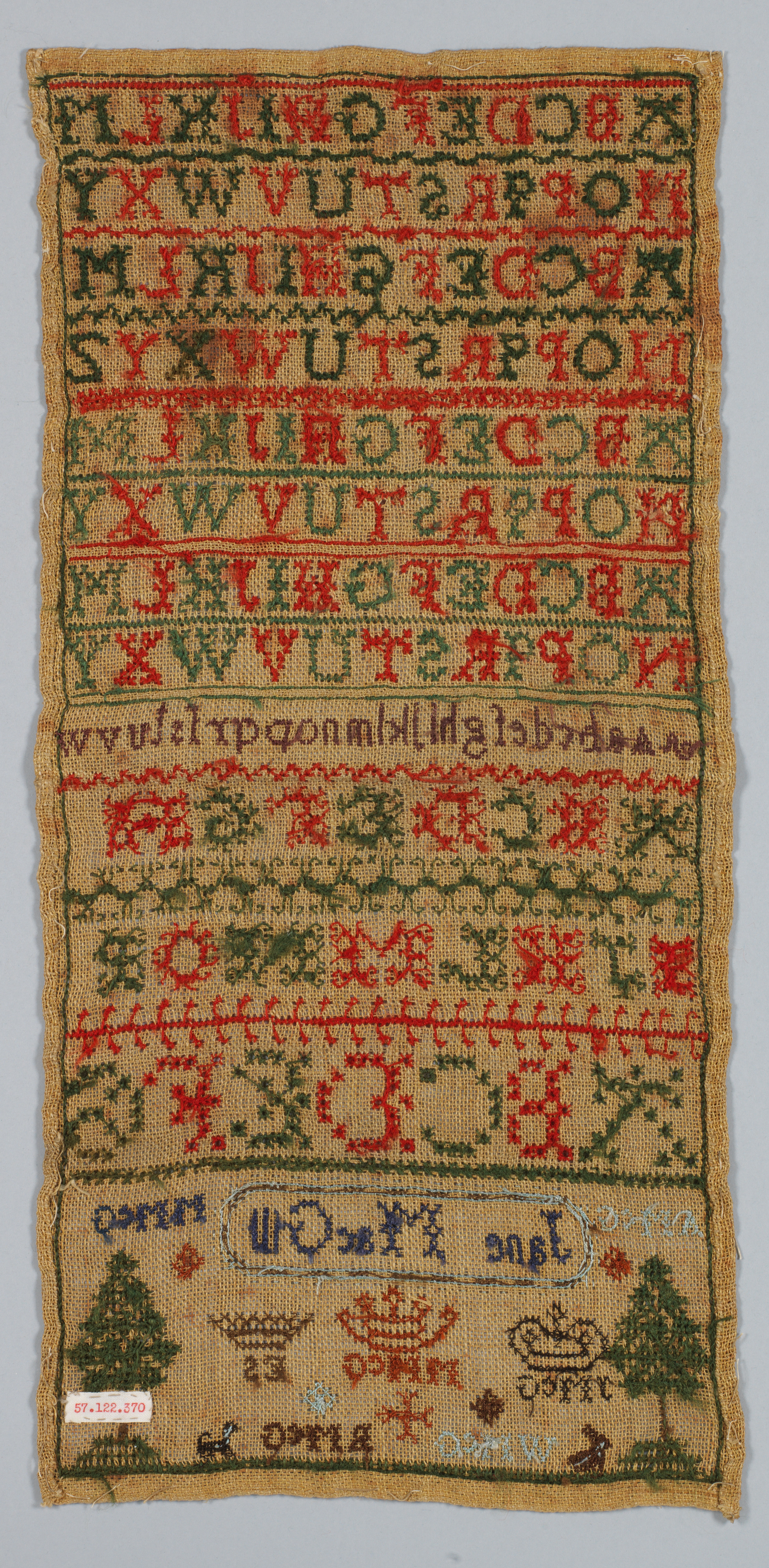
Vlněná a hedvábná výšivka na konopné kanavě (18. století)
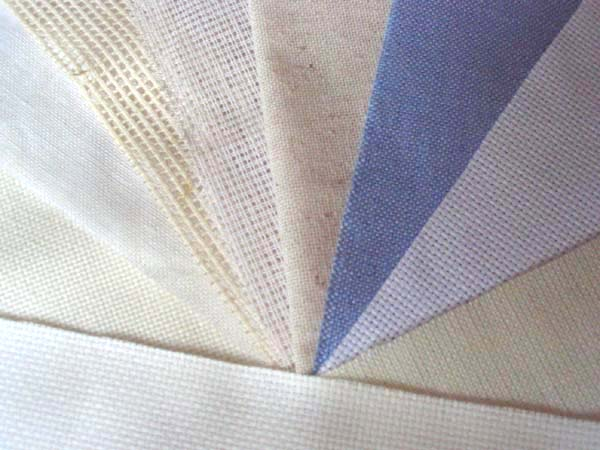
Výběr kanavových tkanin na vyšívání
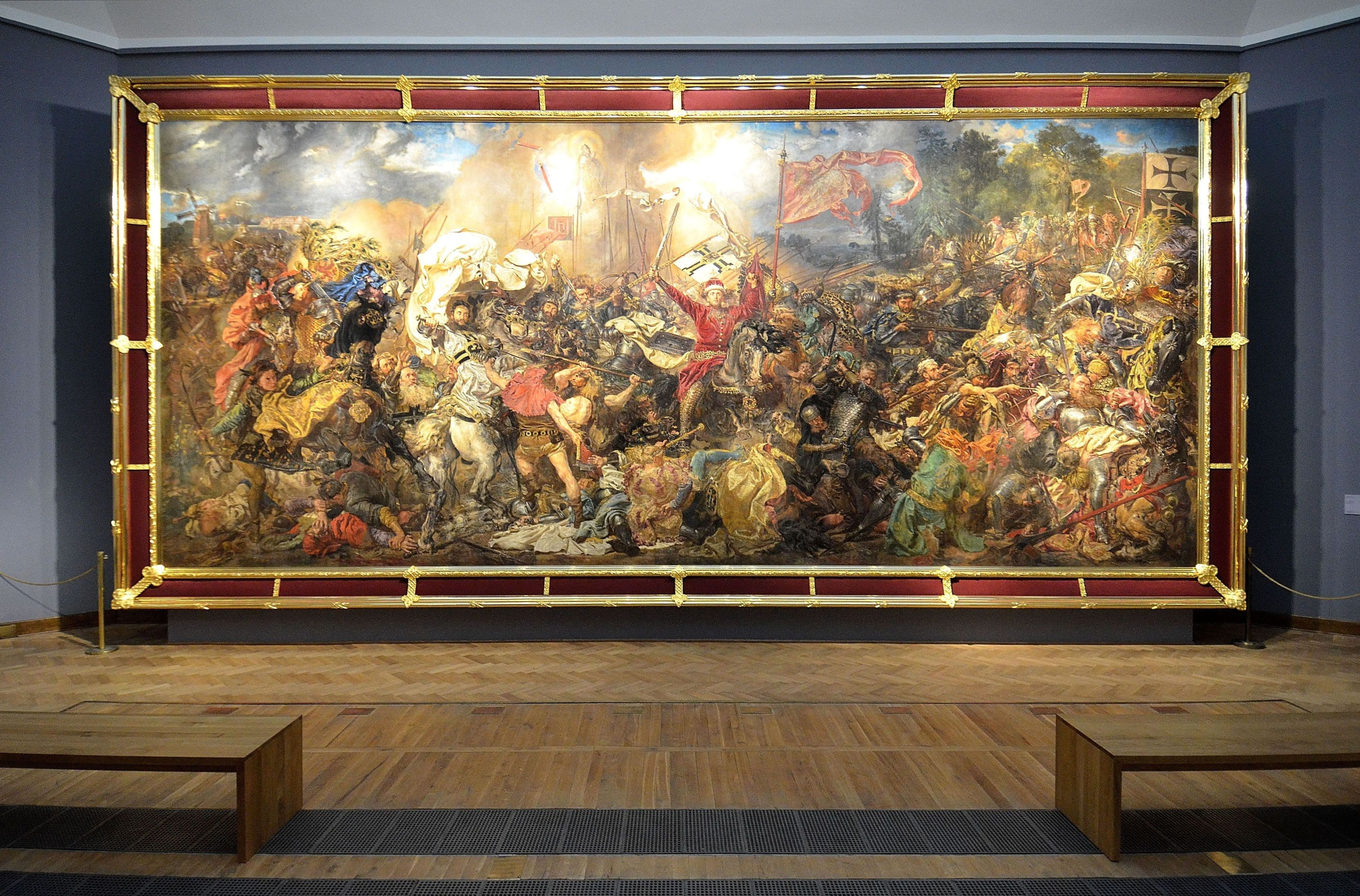
Polská malba na plátně z kanavy
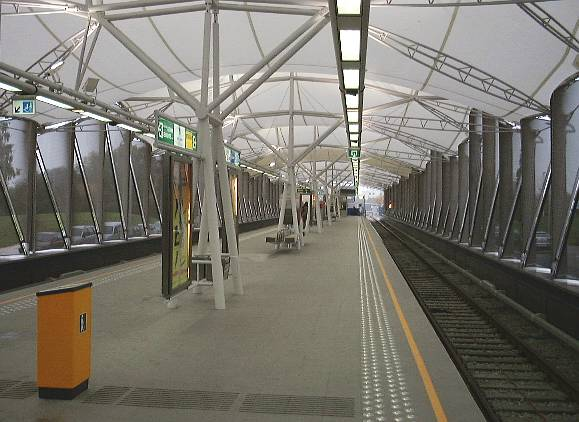
Střecha z kanavy na stanici bruselského metra
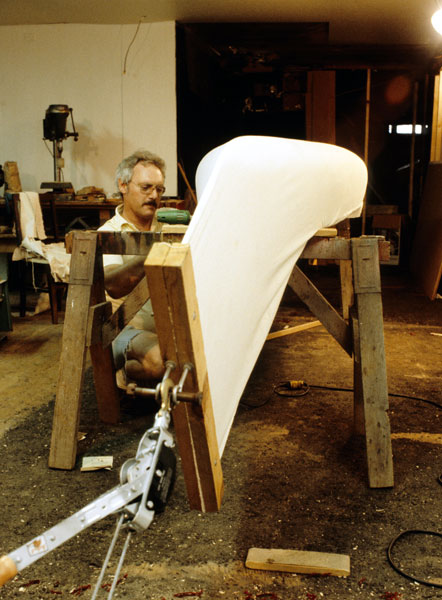
Pokrývaní stěn kánoe, zhotovení výztuže kanavou
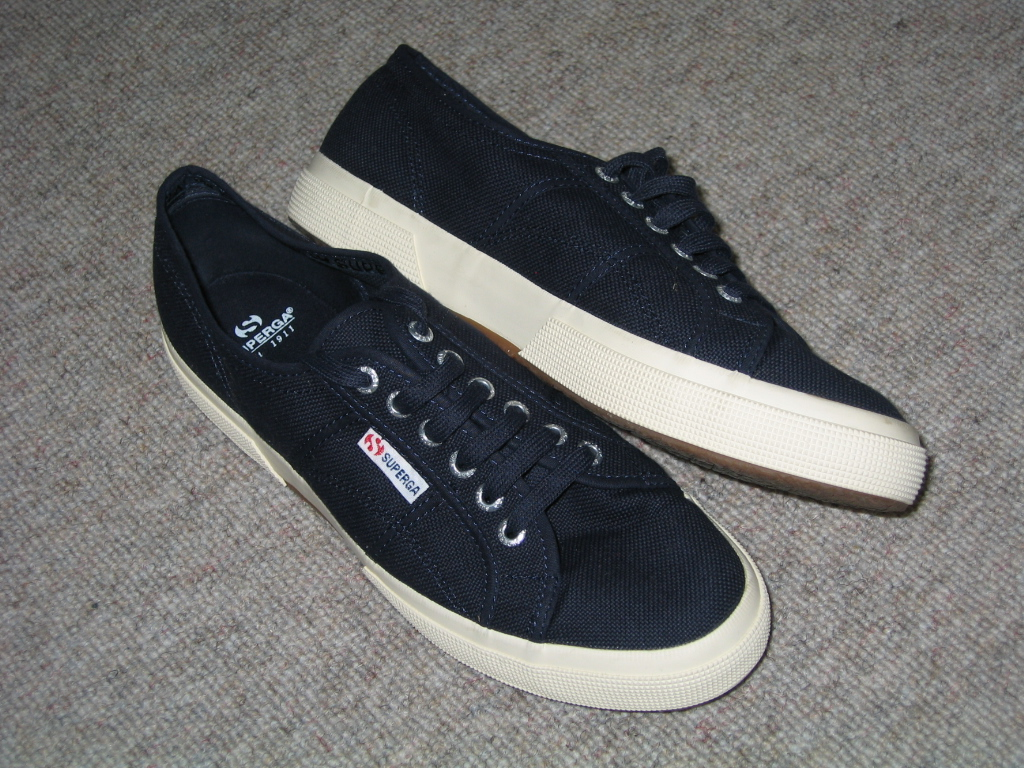
Obuvní svršky z kanavy